# William H. Swanson
William H. Swanson, född 1949, är en amerikansk företagsledare som var senast styrelseordförande för den amerikanska vapentillverkaren Raytheon Company. Han efterträdde Daniel P. Burnham först som vd 2003 och sen ett år senare på styrelseordförandeposten. Swanson var president för Raytheon mellan 2002 och 2004 och var vd mellan 2003 och 2014, när han efterträddes av Dr. Thomas A. Kennedy. Den 28 juli 2014 meddelade Raytheon att Swanson skulle sluta som styrelseordförande för koncernen den 1 oktober och man hade utsett Kennedy som ersättaren.
Swanson satt också i styrelsen för den amerikanska telekommunikationsbolaget Sprint Nextel mellan åren 2003 och 2009.